# Chinasat 2C
Chinasat 2C (chinesisch 中星2C, Pinyin Zhōngxīng 2C), auch bekannt als Shentong 2C (chinesisch 神通二号C, Pinyin Shéntōng Èrhào C), ist ein strategischer Kommunikationssatellit der Volksbefreiungsarmee.
Der auf dem DFH-4-Bus der Chinesischen Akademie für Weltraumtechnologie basierende Satellit besaß eine Startmasse von 5320 kg. 
Er wurde am 3. November 2015 um 16:25 UTC mit einer Trägerrakete vom Typ Langer Marsch 3B vom Kosmodrom Xichang gestartet und in einer rund 27,1 Grad gegen den Erdäquator geneigte elliptische Bahn mit 194 km Perigäum und 35.833 km Apogäum ausgesetzt. Die nötige restliche Bahnänderung in den geostationären Orbit bei 103,4° östlicher Länge über der Straße von Malakka führte der Satellit mit seinem bordeigenen Antrieb durch.
Der dreiachsenstabilisierte Satellit besitzt eine geplante Lebensdauer von 15 Jahren. Die Position des Satelliten kann in Ost-West-Richtung entlang der Umlaufbahn mit ±0,05° stabil gehalten werden, in Nord-Süd-Richtung ebenfalls mit ±0,05°. Die Antennen bleiben mit einer Genauigkeit von 0,1° ausgerichtet.
Der Satellit besitzt Transponder für das Ku- und das Ka-Band, die Breitbandverbindungen ermöglichen, er gehört zu einer neuen Generation strategischer Kommunikationssatelliten, deren Entwicklung im April 2007 begann. Insgesamt befinden sich mehr als 600 einzelne Geräte an Bord, er ist einer der schwersten Satelliten, die auf der Basis des DFH-4-Busses konstruiert wurden.